# Samsara – a lét örök körforgása
A Samsara – a lét örök körforgása (eredeti címe: Samsara) egy nem hagyományos dokumentumfilm, amelyet a Világok arca: Baraka (1992) alkotói, Mark Magidson és Ron Fricke forgattak mintegy 5 év alatt, a korábbi munkájukhoz hasonló stílusban. A filmet 70 mm-es filmre vették fel, a világ 25 országában. A filmben nagy szerepet kap az ún. time-lapse technika. A kész munkát a Torontói Nemzetközi Filmfesztiválon mutatták be először 2011-ben. A film címe a szanszkrit szanszára szóból ered, ami az örök körforgást, az újjászületések állandó láncolatát jelöli.

## A film témája
A Samsara nem narratív dokumentumfilm, képsorai pedig nem egy történetet mesélnek el, sokkal inkább betekintést adnak a világba, megismertetnek annak szép és kegyetlen oldalával egyaránt. Az alkotók tudatosan törekednek rá, hogy elkerüljenek egyfajta nézőpontot, ehelyett hagyták, hogy a képek vezéreljek őket, és hogy a végén ezek alapján szőjék egybe a szálakat. A helyszínek változatosak, elkísérnek ipari zónába, szent helyekre, katasztrófa sújtotta övezetekbe, városok sűrűjébe, börtönbe és természeti csodák közé. Mindvégig nagy szerepet kap a körforgás, a visszatérés motívuma, ezt erősíti meg a film elején és végén szereplő keleti táncosnő is.

## A film főbb helyszínei
- Angola – Epupa vízesés
- Brazília – Divina Salvador templom (São Paulo)
- Etiópia – Mursi falu (Omo völgy)
- Franciaország – Versailles-i kastély, Mont Blanc, Olivier de Sagazan (Párizs)
- Fülöp-szigetek – Cebu Tartomány, Fogvatartási és Rehabilitációs Központ (Cebu)
- Ghána – Kane Kwei koporsóbolt (Accra)
- India – Thiksey monostor (Ladak)
- Indonézia – Kawah Ijen kénbánya (Jáva)
- Japán – YK Tsuchiya Shokai bábugyár, Lotte Kasai Golf (Chiba)
- Kína – Tagou Harcművészeti iskola (Zhengzhou), Peking, Sanghaj
- Mianmar – Bagan
- Namíbia – Naukluft Nemzeti Park (Sossusvlei)
- Törökország – Mt. Nemrut Nemzeti Park (Adiyaman)
- USA – Hunt's Mesa, Monument Valley (Arizona), Kilauea vulkán (Hawaii), Ninth Ward (New Orleans)[3]

## Fordítás
- Ez a szócikk részben vagy egészben a Samsara című angol Wikipédia-szócikk ezen változatának fordításán alapul.  Az eredeti cikk szerkesztőit annak laptörténete sorolja fel. Ez a jelzés csupán a megfogalmazás eredetét és a szerzői jogokat jelzi, nem szolgál a cikkben szereplő információk forrásmegjelöléseként.